# Бушарино
Бушарино — деревня в Одинцовском районе Московской области России. Входит в сельское поселение Никольское. Население — 16 чел. (2010), в деревне числится 1 улица — Бушаринские просторы. В 2003 году в деревне построена церковь Михаила Архангела. До 2006 года Бушарино входило в состав Волковского сельского округа.
Деревня расположена на юго-западе района, в 10 км к северу от города Кубинки, на левом берегу реки Сетуни, вблизи места впадения в Москва-реку, высота центра над уровнем моря — 151 м.
Впервые в исторических документах деревня встречается в 1702 году, как пожалованная графу Гавриилу Ивановичу Головкину. По Экономическим примечаниям 1800 года в деревне Баширино было 6 дворов и 34 души крепостных обоего пола. На 1852 год в деревне числилось 4 двора, 28 душ мужского пола и 32 — женского, в 1890 году — 78 человек. По Всесоюзной переписи 17 декабря 1926 года числилось 16 хозяйств и 99 жителей, по переписи 1989 года — 6 хозяйств и 8 жителей.
В деревне сейчас находится архиерейское Подворье Одинцовской епархии в состав которого входит, кроме церкви Михаила Архангела, также храм Казанской иконы Божией матери и храм в честь Всех святых Соловецких.
7 июня 2024 года на архиерейском подворье храма в честь Всех святых Соловецких в селе Бушарино Одинцовского района Московской области архиепископом Одинцовским и Красногорским Фомой (Мосоловым) возведён в сан архимандрита, нареченный во епископа Бронницкого, клирик подворья иеромонах Феогност (Ильницкий).

## Население
| 2002 | 2006 | 2010 |
| ---- | ---- | ---- |
| 2    | →2   | ↗16  |